# Mataj
Mataj je opera o čtyřech dějstvích slovenského skladatele Josefa Rosinského. Libreto napsal Vladimír Hurban Vladimírov podle stejnojmenné gemerské lidové pověsti zaznamenané v Prostonárodních slovenských pověstech Pavla Dobšinského. Opera byla napsána roku 1931 a 20. května 1933 měla premiéru ve Slovenském národním divadle v Bratislavě.

## Vznik, charakteristika a historie opery
Jozef Rosinský (1897–1973) byl plodný slovenský skladatel, autor četných oper a skladeb církevní hudby, do roku 1928 člen řádu salesiánů, na jehož školách v Itálii studoval hudbu, poté ředitel katedrálního kúru a pedagog na římskokatolických školách v Nitře. Libretista Vladimír Hurban Vladimírov (1884–1950) byl evangelický kněz slovenského původu působící ve Stare Pazove ve Vojvodině a současně spisovatel a dramatik.
Mataj byla první Rosinského operou, která byla uvedena na profesionálním jevišti (předtím pouze v roce 1928 nastudoval se žáky salesiánského gymnázia v Šaštíně svůj singspiel Rumunskí komedianti). Předlohou pro ni je lidová pohádka se silně křesťanským námětem o mladém knězi, který cestoval do pekla pro úpis, kterým ho nevědomky peklu zaslíbil jeho otec, a o polepšeném loupežníkovi Matajovi. Skladatelův syn Eduard komentoval námět takto: „lid do pověsti vtesal kus své duše, smysl pro vyšší ideály, důvěru v milosrdenství“.
Nestor slovenské hudby Ján Levoslav Bella k této opeře Rosinskému před jejím uvedením údajně napsal: „Prohlédl jsem si operu Mataj a zjistil jsem, že je to veliké dramatické dílo. Přeji si, aby bylo v čele slovenských oper.“ Podle jiné verze napsal:„Operu Mataj Jozefa Rosinského jsem si prohlédl a přesvědčil se, že všechna čtyři její dějství výborně odpovídají požadavkům moderní opery.“
Šéf opery Slovenského národního divadla ve 30. letech 20. století Karel Nedbal o uvedení Rosinského oper Mataj a Matúš Trenčiansky píše: „Kapitolou pro sebe byl případ Josefa Rosinského, který jako chráněnec člena zemského výboru a předáka ľudové strany msgra dr. E. Filkorna dlouho studoval na vydatná zemská stipendia v Římě a po návratu se jako ředitel kůru v Nitře vrhl na komponování oper. Tvořil a zadával je Slovenskému národnímu divadlu v takovém tempu, že jsme je sotva stačili přehrávat a odmítat. Věci textově i hudebně vesměs tak slabé, nadto se hemžící zcela bezostyšnými plagiáty z operní literatury všech dob a směrů, že jejich uvedení – uváží-li se čas, strávený jejich studiem, a náklad, vynaložený na jejich výpravu – byly pro divadlo vyloženou sebevraždou. Byly sice odmítány s náležitým věcným odůvodněním, ale všemocnému Filkornovi se přece podařilo prosadit dvě z nich, když se zavázal, že na jejich vypravení vymůže od zemského výboru značně vysoký příspěvek. Obě opery mimo tituly ‚Mataj‘ a ‚Matúš Trenčianský‘ neměly slovenského zhola nic a byly kritikou zcela svorně odmítnuty.“
V souvislosti s uvedením se v tisku objevila zpráva, pocházející z partitury opery, že prezident republiky T. G. Masaryk přijal věnování Mataje, když Česká akademie věd a umění uznala toto dílo „za velmi cenné“. Česká akademie rozeslala tisku prohlášení, v němž tato tvrzení dementovala. Rosinský následně změnil tuto zmínku na doporučení Hudebního odboru Umělecké besedy v Praze, ale i ta se od díla veřejně distancovala.
Podle tiskových zpráv z počátku roku 1933 byla premiéra této opery plánována na Pribinovy slavnosti v srpnu 1933. Nakonec však byla uvedena již ke sklonku pravidelné sezóny SND v Bratislavě, a to 20. května 1933. Podle deníku Národní ligy Polední list byla premiéra „přijata s jásotem a nadšením“; i k dílu kritický skladatel Alexander Moyzes s politováním referoval: „Plné hlediště bouřilo jásotem, že je to slovenské.“
Kritický ohlas Mataje byl – vyjma ľuďáckého tisku – vesměs negativní. Jeden z nejostřejších odsudků napsal pro Lidové noviny pod nadpisem „K čemu nemělo ve slovenské hudbě dojíti“ zmíněný Alexander Moyzes. Srovnával Mataje s oběma dosud provedenými operami slovenské opery, Bellovým Kovářem Wielandem a Figuše-Bystrého Detvanem. Zatímco už Detvan podle něj znamenal povážlivý ústupek na „škodnou půdu diletantismu“, „konečně přichází Mataj od Jozefa Rosinského […], jenž s naprosto nedostatečnou průpravou odvažuje se napsati operu a napíše ji tak, že její úroveň oproti Detvanu znamená ještě několik kroků zpět“. Moyzes kritizuje libreto – „povrchní, přitom trapně profanující úprava lidové pověsti slovenské“. Vladimír Hurbanov podle něj „nemá ani zdání o nejelementárnějších zákonech dramatičnosti, nemluvíc o nemožných slovních vazbách, gramatických chybách a zejména o ‚skvělém‛ rýmování“. Neméně ostré výrazy měl pro autora hudby: „Co si skladatel troufá nazvati melodií, harmonií, polyfonií, instrumentací, to ví bůh […] Skladatel neví si rady s postavením správné hudební věty, a to je pochopitelné, když toho vůbec neovládá. […] nevíte, co hledati dříve: harmonickou chybu, nebo nemožnosti instrumentační […] není prostě možno mluviti o skladatelově hudební invenci. O melodii, rytmu (polyfonii a formu vůbec pomíjím) nelze také nic říci. A kde jsou ještě vyšší požadavky operní komposice […]? […] Přímo urážející je nemožná deklamace […]“ Na závěr se Moyzes zmiňuje, jak důrazně bylo na provedení Mataje v SND naléháno ze strany zemského úřadu a jiných politických činitelů. „Ale to že má representovati slovenskou hudbu?“
Mataj byl pak skutečně dvakrát proveden na proslulých Pribinových slavnostech (vedle jednoho představení Prodané nevěsty). Představení se konala v plenéru před piaristickým kostelem v Nitře. Při té příležitosti byl přenášen i Československým rozhlasem v rámci jeho mezinárodního vysílání. Alexander Moyzes opět reagoval v Lidových novinách se zděšením z toho, že je slovenská hudba mezinárodně reprezentována dílem, jež je dle souhlasného mínění odborníků tak „absurdně nemožné“. „Kdo chce, aby se úroveň a rostoucí dobré jméno slovenské hudby zdupaly na nejnižší úroveň? […] Někomu opravdu záleží na tom, aby slovenské hudbě kromě lokální porážky mravní byla připravena mravní porážka v největším rozsahu. […] Kdo nařídil přenos této opery z Nitry soudobě do všech stanic a zdali je to možné, že k něčemu takovému může dojíti?“
Skladatel Mikuláš Schneider-Trnavský se údajně o Matajovi vyjádřil takto: „Opera Mataj nezapírá svůj originální původ slovenský, ale na mnohých místech vybočuje z deklamačního stylu slovenského, proto neměla valného úspěchu. Příkré kontrasty, ohnivá vášeň, sladké melodie, úspěšné vyzvednutí dramatických akcentů, hluboké vnímání hudební a všestranná vypočítavost na vnější efekty jsou symbolem Rosinského opery Mataj.“ Historik slovenské opery Igor Vajda považuje libreta Rosinského oper obecně za postrádající vnitřní dramatičnost, dostatečnou literární úroveň i větší originalitu a i konkrétně dramatizaci pohádkového námětu v Matajovi považuje za nevydařenou. Skladateli Rosinskému přiznává „nespornou profesionální erudovanost“ a jeho operám „množství pozoruhodných úseků […] s primárně lyrickým nebo tanečním rázem“, ale chybělo mu prý dramatické cítění a větší osobitost, jeho hudbu označuje jako „eklektický novoromantický proud“, který využívá prvky novějšího slovenského folklóru. Operní kritik Vladimír Blaho – na rozdíl od Bellova Kováře Wielanda, Figušova Detvana i pozdějších oper Ladislava Holoubka – je považuje za „díla, která se dají označit z dnešního hlediska spíše jen za pokusy o národní operu“.
I když Mataj znovu nastudován nebyl, úryvky z něj byly příležitostně uváděny, a to i za komunistického režimu; například roku 1956 je Československý rozhlas v Bratislavě zařadil do pásma slovenských oper.

## Osoby a první obsazení
| osoba                         | hlasový obor | premiéra (20. května 1933)                               |
| ----------------------------- | ------------ | -------------------------------------------------------- |
| Mataj                         | tenor        | Roman Hübner                                             |
| Stařec                        | bas          | Zdenko Ruth-Markov                                       |
| Stařena                       | alt          | Mária Perešlová                                          |
| Pán podzemí                   | tenor        | Josef Mareček                                            |
| Další čtyři obyvatelé podzemí |              | František Hájek Josef Kunstadt Karel Zavřel Artur Gofman |
| Noc                           | soprán       | Nelly Bakošová                                           |
| Jitřenka (Zornička)           | soprán       | Terézia Prošingerová                                     |
| Janko / biskup Ján            | tenor        | Janko Blaho                                              |
| Bubeník                       | tenor        | Josef Mráz                                               |
| Krčmář                        | bas          | František Šíma                                           |
| Jankův otec                   | bas          | Arnold Flögl                                             |
| Marienka                      | soprán       | Žofia Napravilová                                        |
| Jankova matka                 | mezzosoprán  | Marie Řezníčková                                         |
| Dirigent:                     | Dirigent:    | Zdeněk Folprecht                                         |
| Režie:                        | Režie:       | Bohuš Vilím                                              |